# Жирона — Коста-Брава
Аэропорт Жирона—Коста-Брава (кат. Aeroport de Girona — Costa Brava, исп. Aeropuerto de Gerona-Costa Brava) (IATA: GRO, ICAO: LEGE) — международный аэропорт в северо-восточной Каталонии (Испания) в 12 км от города Жирона. Хорошо налажено транспортное сообщение с Барселоной, побережьем Коста-Брава и Пиренеями.
Аэропорт был построен в 1965 году, однако отличался лишь незначительным пассажиропотоком. В начале 2000-х годов пассажиропоток резко увеличился из-за решения лоу-кост-авиакомпании Ryanair сделать аэропорт Жироны одним из своих хабов. За последние шесть лет количество перевозимых пассажиров возросло более чем в 10 раз — с 557 000 в 2002 году до 5 510 970 в 2008.
Аэропорт Жирона часто используется как альтернатива аэропорту Барселона, так как находится в 74 км севернее Барселоны. До Барселоны можно добраться без пересадок на автобусе или такси или же на поезде с железнодорожного вокзала Жироны.

## Пассажиропоток
| Год  | Пассажиры |
| ---- | --------- |
| 1997 | 533 445   |
| 1998 | 610 607   |
| 1999 | 631 235   |
| 2000 | 651 402   |
| 2001 | 622 410   |
| 2002 | 557 187   |
| 2003 | 1 448 796 |
| 2004 | 2 962 988 |
| 2005 | 3 533 567 |
| 2006 | 3 614 223 |
| 2007 | 4 848 604 |
| 2008 | 5 510 970 |

## Транспортное сообщение

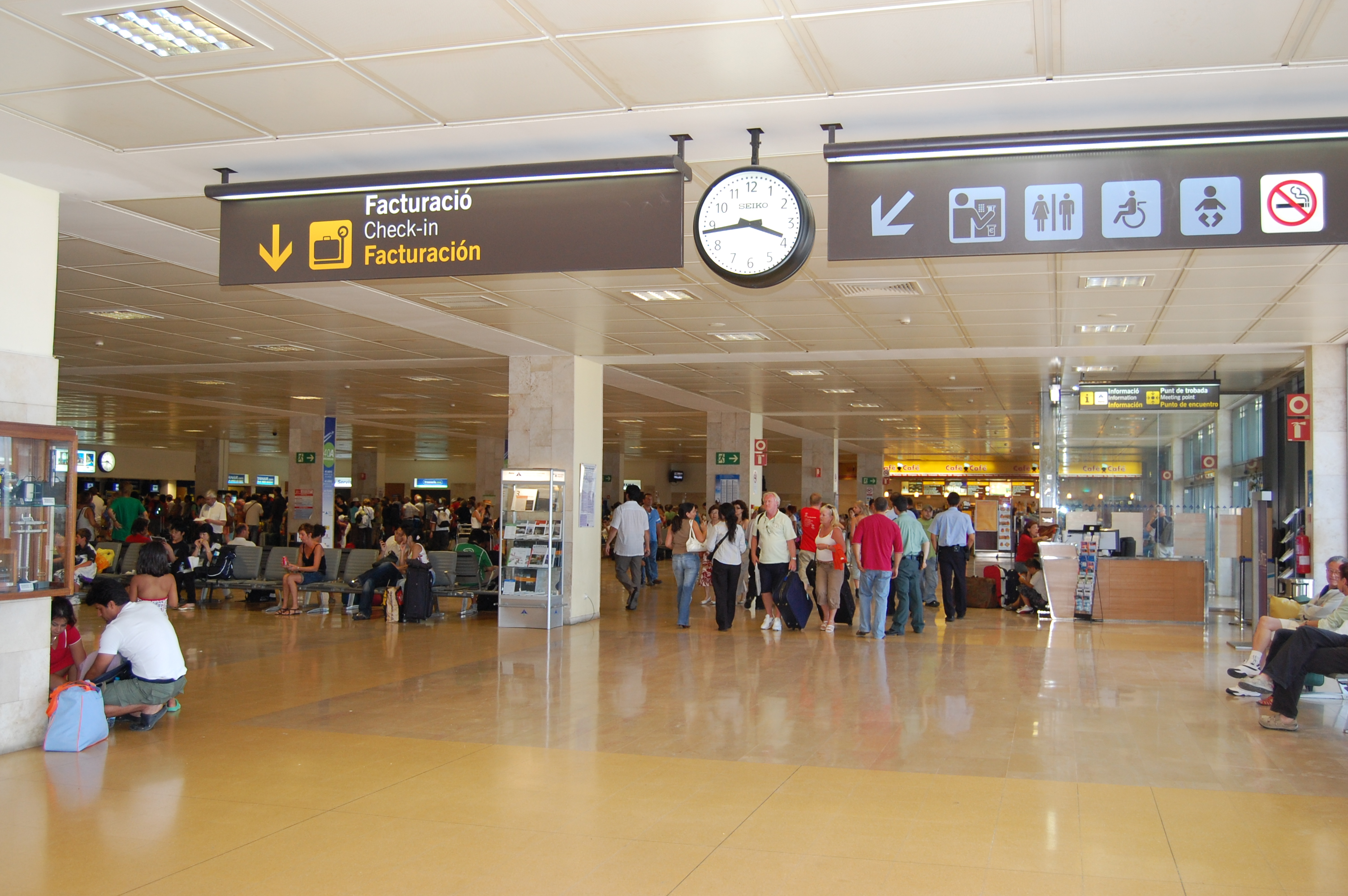
Терминал

Налажено хорошее сообщение с курортами Коста-Брава и Коста дель Маресме. Благодаря близости к французской границе (лишь 40минут езды), многие туристы используют аэропорт, чтобы добраться до Пиренеев и лыжных курортов Андорры.

### Автомобиль
- E-15/AP-7 — платная дорога в сторону юга Испании и Перпиньяна (Франция)[3]
- C-25 до Льейды и Жироны
- N-II — бесплатная дорога (Мадрид — Барселона — Перпиньян)

### Автобусы

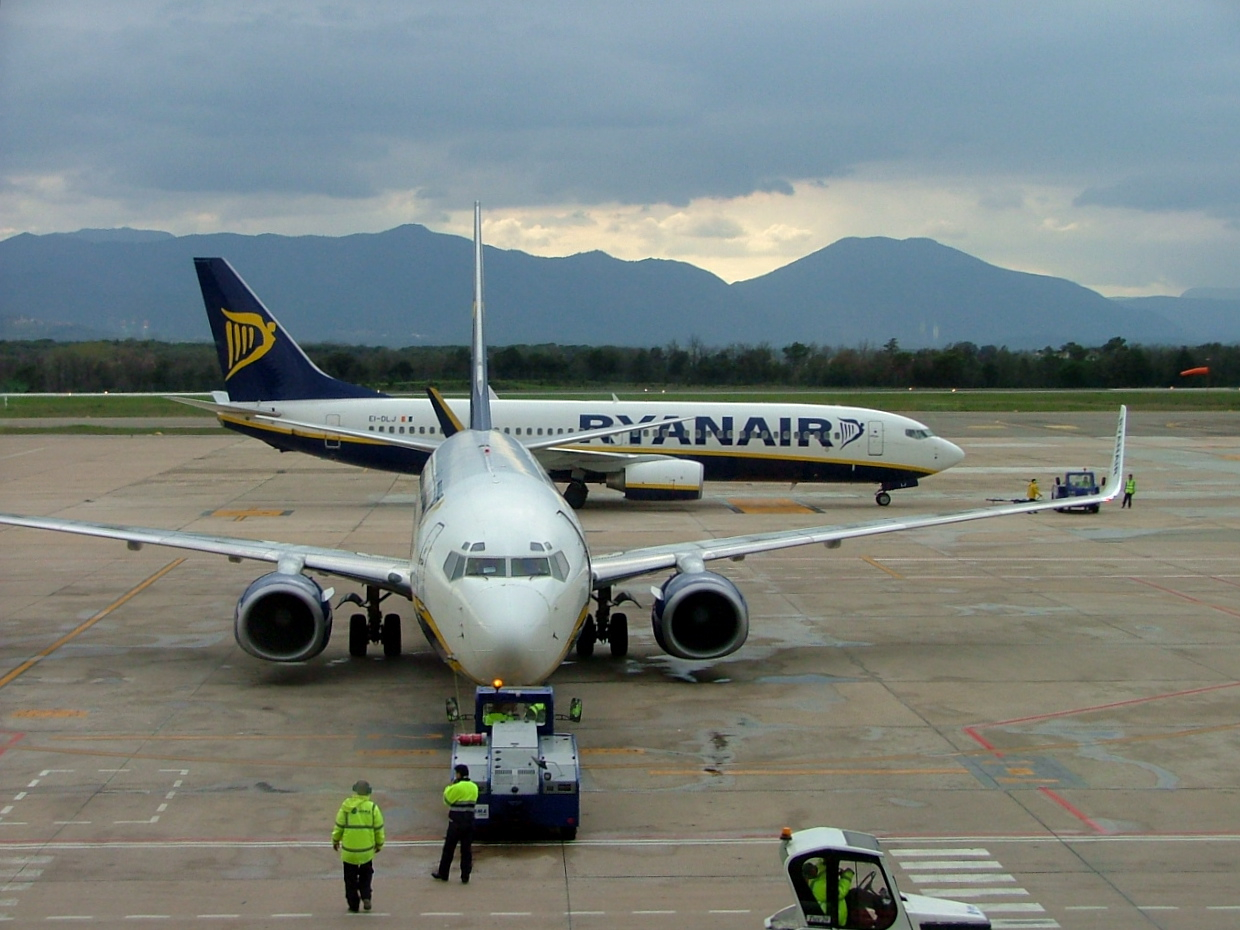
Ryanair в аэропорту Жирона

- Аэропорт — Барселона: длительность поездки 1 ч 10 мин, время отправления согласовано с временем посадок самолётов. По воскресеньям последний автобус отправляется в 19.15.[3]
- Аэропорт — Коста-Брава/Маресме. Остановки: Тосса-де-Мар, Льорет-де-Мар, Бланес, Мальграт-де-Мар, Санта-Сусанна, Пинеда-де-Мар, Калелья.[4]
- Аэропорт — Север Коста-Брава. Остановки: Фигерас, Росас, Пинеда-де-Мар, Калелья, Тосса-де-Мар.[4]
- Аэропорт — Жирона: длительность поездки 25 мин, отправление каждый час.[5]
- Аэропорт — Перпиньян (Франция): 6 раз в день, остановка в Ле Булу.[6]
- Аэропорт — Андорра: дважды в день в лыжный сезон (с 1 декабря до 30 мая)[7]

### Железнодорожный транспорт
Ближайшая железнодорожная станция расположена в Жироне, куда можно добраться на автобусе/такси. Оттуда ежечасно отправляются скоростные поезда (CE, 75 мин) и обычные поезда (R, 90 мин) до Барселоны. В настоящее время ведётся строительство высокоскоростной железнодорожной линии LGV Perpignan-Figueres.

## Авиапроисшествия и несчастные случаи
- 14 сентября 1999 года. Самолёт Boeing 757—200 (регистрационный G-BYAG) авиакомпании Britannia Airways, чартерный рейс 226A международный аэропорт Кардифф — аэропорт Жирона Коста-Брава. При совершении посадки в сильнейший дождь в условиях практически нулевой видимости и отсутствия визуального наблюдения огней взлётно-посадочной полосы аэропорта Коста-Брава, экипаж допустил жёсткую посадку на ВПП с последовавшим козлением самолёта. Пилоты не смогли удержать лайнер на полосе, машина выкатилась на поле, после чего сложились стойки шасси и фюзеляж самолёта раскололся на две части. Не произошло воспламенения вытекшего в большом количестве топлива. На борту лайнера находилось 236 человек, 43 из них получили травмы различной степени тяжести и были доставлены в ближайшую больницу Жироны[8].